# 南村站 (石家庄)
南村站是石家庄地铁1号线的地铁车站，位于中华人民共和国河北省石家庄市长安区秦岭大街与宝源路交叉口，于2017年6月26日开通。

## 车站结构
南村站位于秦岭大街与宝源路交叉口，沿秦岭大街设置，呈南北走向，为地下两层岛式站台车站，车站长211米，宽19.7米，车站地下一层为站厅层，地下二层为站台层，站台设置全高站台门。
| 地面              | 出入口 | A、B、C、D出入口                                                                                            |
| 地下一层          | 站厅   | 客服中心、自动售票机、验票机                                                                                |
| 地下二层          | 站台   | \| \| \| █ 1号线往福泽（洨河大道） \| \| 島式 · 開左邊车门 \| \| \| \| \| \| █ 1号线往西王（石家庄东站） \| |
|                   |        | █ 1号线往福泽（洨河大道）                                                                                   |
| 島式 · 開左邊车门 |        | |
|                   |        | █ 1号线往西王（石家庄东站）                                                                                 |

## 车站出口
南村站共有4个出入口，各出口及周围设施如下所示：
| 出口编号                             | 照片 | 地点                             | 可到达目的地         |
| ------------------------------------ | ---- | -------------------------------- | -------------------- |
| 出口 · A · 升降机标志 · 扶手电梯标志 |      | 秦岭大街（东侧），宝源路（北侧） | 南村安置区           |
| 出口 · B · 扶手电梯标志              |      | 秦岭大街（东侧），宝源路（南侧） | 南村公园，南村安置区 |
| 出口 · C · 扶手电梯标志              |      | 秦岭大街（西侧），宝源路（南侧） | 御江景城             |
| 出口 · D · 扶手电梯标志              |      | 秦岭大街（西侧），宝源路（北侧） |                      |
| 註： 設有 \| 設有扶手電梯            |      |                                  |                      |

## 接驳交通

### 公交车
- 御江景城：103路

## 历史
本站工程名为东杜庄站，正式站名为南村站，以车站所处的南村镇命名。车站北侧规划名为南村站的相邻车站被命名为洨河大道站。
- 2017年6月26日，本站随1号线通车开通[1]。
- 2021年1月9日，受新冠疫情影响，车站暂停运营[5]。2月19日，车站恢复运营[6]。
- 2022年8月28日，受新冠疫情影响，车站暂停运营[7]。9月6日，车站恢复运营[8]。